# 7A号室
『7A号室』（ななエーごうしつ　原題：Apartment 7A）は、2024年に公開されたアメリカ合衆国のサイコホラー映画。
1968年公開のロマン・ポランスキー監督作品『ローズマリーの赤ちゃん』の前日譚となっている。

## 概要
『7A号室』はナタリー・エリカ・ジェームズ監督、クリスチャン・ホワイト、スカイラー・ジェームズの共同脚本と、ジュリア・ガーナーの主演で製作された2024年のホラー映画。『ローズマリーの赤ちゃん』へと続く物語で、ローズマリーとガイ夫妻がアパートに引っ越してきて間もなく、7階から飛び降りて死んだ女性テリーの過去に迫る物語を描く。
2024年はテレビドラマ『アメリカン・ホラー・ストーリー：デリケート』、映画『オーメン：ザ・ファースト』、『IMMACULATE 聖なる胎動』、『エイリアン：ロムルス』と、妊娠を題材にしたボディホラーが多く製作されていることを複数のメディアが取り上げた。いずれも“悪魔によって女性が反キリストを孕まされる”、“壮絶な出産シーンがある”といった要素が含まれ、本作も「命に関わる妊娠・出産を扱う大型ホラーの最新作」と見出しに書かれた。
完成した作品はテキサス州で毎年開催される、全米最大のジャンル別映画祭ファンタスティック・フェストで2024年9月20日にプレミア上映され、同年9月27日にParamount+とビデオ・オン・デマンドで公開された。
この映画はアメリカで、「一部の暴力表現と薬物の使用」を理由に、映画審査委員会MPAAからR指定（17歳未満の観賞は保護者の同伴が必要）を受け、日本国内における各種動画配信サービスではR15+指定（15歳未満の鑑賞を禁止）に区分されている。

## あらすじ
1965年、ダンサーとして有名になりたい女性テリー・ジオノフリノは、公演中に痛めた右足首がなかなか完治しない。何カ月もオーディションを受け続けるが仕事に結びつかず、所持金が底を尽き始めたテリーは、ブロードウェイのプロデューサー アラン・マルシャンが審査するオーディションを受けるものの、足の怪我で役はもらえなかった。ある日テリーは、ブラムフォードのアパートに入って行くアランを見かけて追いかけるが、ドアマンに阻まれて会うことは叶わず、鎮痛薬の過剰な服用を続けたことから路上で嘔吐する。アパート前を通りかかった老夫婦は、テリーを助けて部屋で介抱した。ミニー・カスタベットとローマン・カスタベット夫妻は、自分たちが借りている隣の空き部屋を自由に使うようテリーに勧め、家賃を払えないほど生活に困っているテリーは夫婦の厚意を受けることにした。
ミニーが提案した歓迎会に出るため、その夜、ドレスと網タイツ、赤い靴で着飾ったテリーは8階に住むアランの部屋を訪れる。老夫婦は急用で来られず、来客は自分だけだった。酒を飲んでいるうちに視界がぼやけてきたテリーは、朦朧とする意識の中でアランと踊ったり、台上で仰向けになり、全身が光り輝く悪魔に迫られる奇妙な夢を見た。翌朝、アランのベッドで目覚めると下着姿で髪は乱れ、昨夜セックスをしたのは明らかだ。性的同意も避妊もなかったはずで、動揺を隠しながらアランの話に調子を合わせると、彼の舞台で仕事をもらえたことを知る。レッスン場ではダンサーのヴェラ・クラークから、アランと寝て役を得たと嫌味を言われ、稽古場のトイレに座っている最中、腕や肩、脇腹、内股など全身に強く掴んだような鬱血跡があることに気付いた。
アパートに帰宅すると、隣の部屋に住む老婦人リリー・ガーデニアをミニーから紹介された。親切そうなガーデニアは、テリーの痛めた右足首に特製の軟膏を塗り、長い間悩まされていた足の痛みは一夜で治った。給料を受け取り、運気も上昇した頃に冬が訪れ、テリーは友人のアニー・レオンと共に、カスタベット家の盛大なクリスマス・パーティーに招待される。産婦人科医のサパスティンから名刺を渡されたアニーは、しばらく産婦人科の世話にはならないだろうと言った後、ミニーたちから毛皮のコートと幸運のペンダントを贈られて感激する。後日テリーは下腹部の違和感と吐き気に見舞われ、自分が妊娠したことを知る。アランに話せばショーから降ろされるかも知れず、お腹が大きくなったらキャリアは台無しだ。テリーから相談を受け心配したアニーは、従兄弟が中絶した時の闇医者を紹介しようかと話す。
テリーは妊娠したことを周囲の人々に黙っていたが、いつの間にかアランとカスタベット夫妻にその話は広まり、皆に祝福された。「産むかはまだ決めていない」と困惑するテリーに老夫婦は、自分で育てる気がないのなら出産した子を譲ってくれと、用意してあるベビーベッドを見せた。その夜遅く、テリーの寝室に現われたガーデニアは「もう終わらせなければ」とつぶやき、植木鋏で襲いかかってきた。その後ガーデニアは痙攣の発作を起こして昏睡状態に陥る。テリーはクローゼットの奥に、ガーデニアの部屋と繋がっている隠し扉を見つける。室内には“これ以上、関わりたくない“という走り書きの便箋と、赤い表紙の本が置かれていた。ページをめくるとテリーと同じペンダントの絵や、呪術の器具、裸の女性の股の間から悪魔が這い出ている不気味な絵が描かれていた。テリーは本を持ち去る。
公演初日が近づく中、主役のヴェラの右足首は有り得ない方向にねじ曲がって立てなくなり、テリーが主役に抜擢された。夜中に部屋を出て行ったという前の住人ジョーン・セブルスキーが気になったテリーは消息を追い、女優だった彼女がスーツケースを預けた劇場へ向かう。ジョーンは明日荷物を取りに戻ると言ったまま、半年間帰ってこないという。スーツケースの中にはロザリオと聖書が入っていた。聖書はヨハネの黙示録のページに折り目が付けられ、ジョーンがアンダーラインを引いていた箇所を読んでいると、十字架を握っていたテリーの右手は火傷の跡がついた。教会でテリーに声をかけた修道女のシスター・クレアは、テリーが手にしている赤い本を見て、それはブラムフォードに潜む悪魔崇拝者の聖典だから持っていてはいけないと忠告する。テリーからジョーンのことを訊かれたシスターは、悪魔崇拝者から恐ろしい行為をされた彼女は、教会の告解部屋で懺悔をした後、夜中にバスに轢かれて死んだと話す。目撃者の話によると、ジョーンは何者かに追われていた。テリーの妊娠に気付いたシスターは「選ばれたのね」と言って衝撃を受け、跪いて神に祈りを捧げ始めた。中絶を決心したテリーは、アニーに付き添われて路地裏の怪しげな病院へ向かう。処置台のテリーの子宮口に中絶器具が入るというその時、テリーは叫び声をあげて女医を蹴飛ばした。蹴られた女医は、ガーデニアと同じように痙攣の発作を起こす。
アニーと共に表に出たテリーは、悪魔崇拝者から何かをされたらしいという陰謀論と、主役が欲しい一心でヴェラの不幸を願ったら現実になったことを話し、1人でアパートに戻る。エレベーターはテリーを乗せたまま地下深くへ降りて行き、夢で見た暗い廊下が続く地下室の奥には、オカルティズムの儀式に使う道具が並ぶ祭壇があった。そこにアランが現われ、ここは何の部屋かと問うテリーに「何も覚えていないのか？」と問い返す。テリーはおぼろ気な記憶の中で、何かの儀式の台上でドレスやタイツを脱がされ、裸になっていたことを思い出す。アランが自分を強姦したと思ったテリーは、祭壇にあった短剣で彼を刺殺する。床に倒れたアランの遺体を見ているうちに、記憶の輪郭は徐々にはっきりしてきた。黒いローブを着た人々に囲まれ、下着を脱いで大きく股を開いたテリーの前に現われたのは、アランではなく2本の角と金色に光る眼を持つ禍々しい悪魔だった。地下室で我にかえったテリーは、こちらを見つめている悪魔に気づき、恐怖に怯えて部屋に逃げ帰る。
聖書に記された黙示録12章9節“全世界を惑わすサタンが地上に投げ出された”、そして妊娠している自分を見た時のシスターの目と、「君が望んだことだ」と言ったアランの言葉。全ては甦った記憶と繋がった。あの夜テリーはキャリアの成功と引き換えに、悪魔と子供を作るという禁忌を犯した。サパスティン、ミニー、ローマンらサタンのしもべたちが見守る中で膣内に射精を受け、セックスを終えた後は再び下着を履かされてアランの寝室に運ばれたのだ。カスタベット夫妻と対峙したテリーは、2人の正体も、自分が何をされたのかも知っていると話し、包丁で下腹部を刺そうとするが激痛で倒れる。何の価値もないボロボロのテリーに全てを与えてあげたのだから、これは取引だとミニーは言い、悪魔を召喚したローマンは、子孫を宿す器として女性も必要だったと語る。虐げられし者を救い、業火に焼かれた者の復讐を果たすサタンは、運に見放されたテリーの内面にある強さと野心を見抜き、契約を交わして彼女の人生を成功に導いた。サタンとセックスで子供を作ったのは、テリーが自分で結んだ契約を施行したに過ぎなかったが、アランとローマンから教えられるまで真実を思い出すことが出来なかった。立ち上がれないほどのショックを受けるテリーに、ミニーは「まさか本当にアランの子供だと思っていたわけじゃないでしょう？」と彼女の内心を見透かす言葉をかける。私たちは家族だ、とローマンが優しく手を差し伸べると、全てを受け入れる決意を固めたテリーは、その手を取って立ち上がる。
カスタベット夫妻の部屋には町の悪魔崇拝者たちが集合し、ローマンはサタンの子を授かったテリーを“我が主の聖母”と呼んで「神は死んだ。テリー万歳！ サタン万歳！」と声を上げる。テリーも同調してサタン万歳を唱え、“Be My Baby”の音楽に合わせて踊り始める。一同がダンスに見入るうちにテリーは窓の傍へ近づき、室内の人を見渡した後で、外へ身を投げた。7階から落下したテリーの身体は、下に停まっていたフォルクスワーゲンの屋根に激突し、路上に投げ出された。集まった警察官と会話しているブロンドヘアの女性を見たカスタベット夫妻は、互いに目配せをして微笑むのだった。

## 登場人物
テリー・ジオノフリノ
演 - ジュリア・ガーナー
ブラムフォードのアパートに引っ越してくる若い女性ダンサー。本名はテレサ・ジオノフリノ。ブロードウェイの公演中に着地に失敗し、ステージで転倒したことで、ダンス業界では“転んだ子”の仇名で陰口を叩かれている。食肉加工業に従事する家族がいて、豚の屠殺を見続けた体験から、肉料理が食べられない。大量の督促状が届くほどお金に困っており、スターになって名声を手に入れたいという野心を抱いているが、オーディションには数カ月間も落ち続けている。カスタベット夫妻と関りを持ったことで、暗い運命に飲み込まれて行く。
ミニー・カスタベット
演 - ダイアン・ウィースト
アパート7階に住む老婦人。自分には子供がいないため、困っている女性を手助けするのが好きだと話す、お節介なまでに親切な人柄。路上で倒れていたテリーを助け、隣の空部屋を与える。若い女性に親身に接しては、アンチ・キリストの母体にすべく懐柔してきたが、サタンの子を妊娠したジョーン・セブルスキーに逃げられたことで、テリーを次の候補者に選ぶ。表向きは人当たりの良い好人物だが、その素顔は冷たく陰険。夫のローマン共々、悪魔崇拝者のリーダー的存在。
ローマン・カスタベット
演 - ケヴィン・マクナリー
ミニーの夫。テリーに貸し与えた部屋の窓から教会が見えるため「不愉快だ」と言っていた。『ローズマリーの赤ちゃん』で語られている通り、悪魔の一族で本名はスティーブン・マカート。父親が人を操る魔術を使っていたことで、それを恐れたキリスト教徒から迫害された憤りを感じており、神の権威を失墜させ、地上にサタンの帝國を築こうとしている。テリーが自分で選択しながらも思い出すことが出来なかった真実を、最後に本人に教える。
アラン・マルシャン
演 - ジム・スタージェス
アパート8階に住むブロードウェイのプロデューサーで、悪魔崇拝者の一員。オーディションに来た低迷期のテリーに辛辣な対応をしたが、同じアパートの住人になった彼女には親密に接する。悪魔と取引を交わしたテリーとサタンの子作りの儀式を用意した。これまで子供を作ることを試しては何度も失敗した多くの女性たちと違い、初めて自ら求めてきたテリーは特別な存在だったと語っている。
アニー・レオン
演 - マーリー・シウ
アパートへ引っ越す前のテリーが、ルームシェアで一緒に住んでいた長い付き合いの友人。家賃を滞納しているテリーが、別のルームメイトから厳しく非難されていたため、困窮しているテリーを気の毒に思っている。その後もオーディションに落選し続け、大役が欲しいと願うテリーを励まし、薬物に頼り過ぎないよう助言する優しいダンサー仲間。
レオ・ワッツ
演 - アンドリュー・バカン
ブロードウェイの舞台演出家。アランと共にテリーが出演する舞台「蒼白い悪魔」の指揮を取る。
ヴェラ・クラーク
演 - ロージー・マキューアン
テリーに嫌味と嫌がらせを繰り返すライバルのダンサー。次の舞台の主役に決まっていたが、リハーサル中に超自然的な力によって負傷し、主役の座はテリーに変わった。テリーとミニーの会話の中で、もう再起不能であることが語られている。ヴェラのダンサー生命が断たれたのは、悪魔と契約を交わしたテリーがヴェラの不幸を願ったためだと後で判明する。
ドクター・サパスティン
演 - パトリック・リスター
産婦人科医の男性で悪魔崇拝者の一員。テリーが契約を果たすべくサタンと子供を作る夜、そのセックスの儀式に立ち会い、精液を注がれる彼女を見届けた。数カ月後につわりが始まったテリーが受診に来たことで、反キリストの子作りが成功したことを知り、テリーの妊娠をアランとカスタベット夫妻に報告する。
リリー・ガーデニア
ティナ・グレン
アパート7階に住む女性でテリーの隣人。ニューヨーク州で判事をしている。反キリストを誕生させようとする悪魔崇拝者の一員であるが、若い女性たちを儀式で妊娠させることに呵責を感じており、これ以上は協力をしたくないとミニーに申し出ていた。『ローズマリーの赤ちゃん』でウッドハウス夫婦が入居するのは、ガーデニアが住んでいた部屋。
シスター・クレア
パトリシア・ジョーンズ
年老いた修道女。教会でキリストに祈りを捧げているテリーに声をかけ、ジョーン・セブルスキーの身の上に起きたことを伝える。テリーがブラムフォードの悪魔教団に狙われ、ジョーンの次に選ばれた女性であることに気付く。
サタン
ジェームス・スワントン
ローマンが召喚した悪魔。人生に躓いたテリーは、チャンスを掴む代償として悪魔と姦淫して子供を作る契約を結び、サタンの射精を自ら受け入れた。テリーは自分の妊娠がレイプされた結果と思い込んでいたが、アランは自らせがんだテリーがそれを覚えていないと指摘している。サタン役のスワントンは同年公開の『オーメン：ザ・ファースト』でも、主人公の女性を妊娠させる獣の悪魔のパフォーマーを担当した。
トビー
演 - ラファエル・ソウォレ
ブラムフォードアパートのドアマン。アラン・マルシャンに会いに来たテリーをやんわりと追い返した。映画終盤でアパートから逃げ出そうとしたテリーの目の前でドアを施錠し、「悪いな」と話したことから、悪魔教団と何らかの関係があることを示唆している。
ローズマリー・ウッドハウス
演 - エイミー・リーソン
ブラムフォードのアパートの新しい住人。テリーの飛び降り自殺の現場で警察官と会話しているが、顔は映らない。
ガイ・ウッドハウス
演 - スコット・ヒューム
ローズマリーの夫。飛び降り自殺をした女性のことで、警察官と話をしていた。ローズマリーと同じく、後ろ姿のみで登場。

## キャスト
| 役名                   | 俳優                   | 日本語吹替                                                        |
| ---------------------- | ---------------------- | ----------------------------------------------------------------- |
| テリー・ジオノフリノ   | ジュリア・ガーナー     | 森なな子                                                          |
| ミニー・カスタベット   | ダイアン・ウィースト   | 定岡小百合                                                        |
| ローマン・カスタベット | ケヴィン・マクナリー   | 石住昭彦                                                          |
| アラン・マルシャン     | ジム・スタージェス     | 高橋大輔                                                          |
| アニー・レオン         | マーリー・シウ         | 丸山有香                                                          |
| リリー・ガーデニア     | ティナ・グレン         | 水野ゆふ                                                          |
| ヴェラ・クラーク       | ロージー・マキューアン | 米本早希                                                          |
| シスター・クレア       | パトリシア・ジョーンズ | 野村須磨子                                                        |
| レオ・ワッツ           | アンドリュー・バカン   | 青木崇                                                            |
| その他                 | N/A                    | 鷲見昂大、西村健志 柴田絵梨香、梁純夏 青井葱、小林さとみ 星野祐司 |
| 日本語版制作スタッフ   |                        |                                                                   |
| 演出                   | 演出                   | 杉本理子                                                          |
| 吹替翻訳               | 吹替翻訳               | 野口尊子                                                          |
| 録音・調整             | 録音・調整             | 辻誠、片桐麻理子                                                  |
| 制作進行               | 制作進行               | 中野里美                                                          |
| 字幕翻訳               | 字幕翻訳               | 福島由佳里                                                        |
| 日本語版制作           | 日本語版制作           | IMAGICAエンタテインメントメディアサービス                         |

## スタッフ
- 監督 - ナタリー・エリカ・ジェームズ（英語版）[11]
- 脚本 - ナタリー・エリカ・ジェームズ[11]、クリスチャン・ホワイト[12]、スカイラー・ジェームズ[12]
- 原作 -  アイラ・レヴィン[11]
- 製作 - マイケル・ベイ[11]、アンドリュー・フォーム[12]、ブラッド・フラー（英語版）[12]、ジョン・クラシンスキー[11]
- 製作総指揮 - ヴィッキー・ディー・ロック[12]、アレクサ・ギンズバーグ[12]
- 製作会社 - パラマウント・プレイヤーズ（英語版）[12]、プラチナム・デューンズ[12]、サンデー・ナイト・プロダクション（英語版）[12]
- 音楽 - アダム・プライス[12]、ピーター・グレッグソン[12]
- 撮影 - アルナウ・ヴァルス・コロメール[12]
- 編集 - アンディ・キャニー[12]
- 美術デザイン - サイモン・ボウルズ（英語版）[12]
- 衣装デザイン - ミシェル・クラプトン（英語版）[12]
- 特殊メイク - メラニー・エアーズ[12]、シャロン・デ・ルイシャー[12]
- 特殊効果 - ジェームズ・クロケット[12]、ピーター・トリース[12]
- デザインスタジオ - ブルックリン・ディニーン（Wetaワークショップ（英語版））[12]

## 企画
2008年3月のハリウッド・リポーターで、パラマウント・ピクチャーズが『ローズマリーの赤ちゃん』の前日譚を製作するために、マイケル・ベイの映画会社プラチナム・デューンズと交渉中であることを報じた。この時の記事では、ベイの他にブラッド・フラーとアンドリュー・フォームが共同プロデューサーを務め、脚本家はまだ決まっていないと書かれている。当時、プラチナム・デューンズは、パラマウントが権利を有するホラー映画のリメイク『13日の金曜日』の製作に取り組んでいたので、この縁がきっかけであろうと言われている。しかし同年12月末に映画情報サイトの『コライダー』で、この企画は中止されることが発表された。ブラッド・フラーとアンドリュー・フォームは、才能ある多くの脚本家たちと話し合ったが、新作に説得力を持たせられる斬新な設定を思いつかなかったので、実現は難しいと思うと発言している。
ところが2021年3月に『ローズマリーの赤ちゃん』前日譚の企画は急激に動き出し、サンダンス映画祭で絶賛された『レリック 遺物』のナタリー・エリカ・ジェームズ監督が、『Apartment 7A』 (原題)に抜擢されたと発表された。前に開発がキャンセルされた時と同じく、製作はプラチナム・デューンズで、プロデューサーはマイケル・ベイ、ブラッド・フラー、アンドリュー・フォームが担当。スカイラー・ジェームズが書いた草稿をもとに、クリスチャン・ホワイトと共同で監督も脚本に加わるが、物語の詳細については伏せられた。『クワイエット・プレイス』（2018年）の成功を受け、同作の監督ジョン・クラシンスキーと、ベイ、フラー、フォームの4人は、同じジャンルの長編映画ですぐ製作に取りかかれそうなものを探し始め、『Apartment 7A』の脚本に関心が寄せられたのだ。『クワイエット・プレイス 破られた沈黙』（2021年）の製作にゴーサインが出た勢いもあって、『7A号室』は2021年内に製作に取りかかることになった。

## 製作
スカイラー・ジェームズは、『ローズマリーの赤ちゃん』で謎の死を遂げたテリー・ジオノフリノの物語と、彼女を絡めた前日譚を考えた。12ページほどの草稿を書きあげ、これは世に送り出す必要があると思いながらも、その手段が思いつかずに宙ぶらりんになっていた。ある時、スカイラーとジョン・クラシンスキーの共通の友人が2人の会食をセッティングしてくれたことで、スカイラーはクラシンスキーに暖めていたアイデアを持ち込むことに成功したという。クリスチャン・ホワイトが脚本作りに参加した頃は、スカイラーが大変な作業の大半をすでに進めていたため、その基盤の上にどんどん新しいものを建てたり、手を加えて行く作業になった。ホワイトはアイラ・レヴィンの小説を何回も読み直したが、強いインスピレーションを受けたのはポランスキーの映画の方からであった。「映画は原作に忠実な脚色で、テリーやガーデニア夫人のことも書かれていました。今回の映画ではガーデニア夫人のバックストーリーも少し盛り込んでいます」とホワイトは話した。
テリーのキャラクター造型に関しては、ナタリー・エリカ・ジェームズがプロジェクトに参加した時点で、ブロードウェイのダンサーという設定が入っていた。ジェームズはテリーが、オリジナル版におけるローズマリーとガイ、双方の要素を併せ持つ人物だと話している。ローズマリーと同じく反キリストを妊娠する立場でありながら、売れないダンサーのテリーは悪魔とセックスをして、ブロードウェイの主役を射止める。妻をサタンに抱かせ、役者として成功するガイと同じく、「彼女はサタンの子孫の器でありながら、同時に悪魔と取引をする当事者でもあるのです。テリーは野心家という点において、とても現代的な人物像になりました。私たち脚本チームは、実質的にローズマリーとガイ、両方の要素をテリーに持たせることにしました。取引をした時のテリーはどんなことをするのか自分で理解していなくても、人生で何かを成し遂げようとする局面で、どれほどの犠牲を払うかは本当に重要なことです」とジェームズは語った。
クリスチャン・ホワイトは、1968年のオリジナル版におけるローズマリー・ウッドハウスは被害者であるが、本作の主人公テリーを被害者として書いていないと話す。「テリー・ジオノフリノという女性は、映画の最初から最後まで徹底して闘士なんです。私はローズマリーと違って彼女を被害者だとは思いません」と、ホワイトは共同脚本のナタリー・エリカ・ジェームズと同席のインタビューで話した。「生活費に困っているテリーは、スターになって地位やお金を手に入れたい野心を持っているので、何かを思いとどまったり、素直に家に引き返すような女性じゃありません。悪いことは起きますが、彼女は自分自身の物語を自ら選んで動かしています。目標に近づくため、テリーは自分を捨て去り、犠牲を払わざるを得なくなるんです。女性の主体性を探求することが、今この映画を制作する理由で、文字通り悪魔と契約してセックスをすることさえも、名声欲しさにテリーが自分で望んでそうしているんです」とホワイトは語り、ジェームズはホワイトの話を受け「そもそも悪魔は自分の跡継ぎを作ろうなんて思う種族じゃないのに、テリーがサタンとのセックスに身を捧げるだけでなく、子種（精液）を中に出してくれるよう求めるなんて、向こうにすれば幸運でしかない契約なんですよね」と冗談っぽく話した。
この映画に登場するサタンのデザインは、『ロード・オブ・ザ・リング』三部作や、『アバター』、『アバター:ウェイ・オブ・ウォーター』、マーベルヒーロー映画の『マイティ・ソー バトルロイヤル』、『ブラックパンサー/ワカンダ・フォーエバー』など、数々の映画でコンセプトデザインと特殊効果を手がけたWetaワークショップが担当している。同社の美術スタッフ、スティーブン・クロウとベン・ホーカーは、もともとナタリー・エリカ・ジェームズ監督の『レリック 遺物』が大好きだったことから、ジェームズが持ってきた不気味なサタンの容姿に喜び、「闇の王子そのものをデザインするのはとても楽しかった。ナタリー（エリカ・ジェームズ）から提案されたアイデアが型破りなものだったので、最初の段階からチャレンジが出来ました」と話した。ジェームズとWetaで何度か検討を重ね、デザインスタジオのスタッフがZBrushでコンセプトデザインをさらに発展させた。クロウとホーカーは、詳細なディテールとテクスチャの層を加えて磨きをかけ、短期間でプロジェクトは完成した。最終的には伝統的な悪魔の姿になったが、テリーが見る悪夢の中に初期コンセプトの痕跡がいくつか残っているという。本作のサタンが、ローズマリーを孕ませた悪魔と同一かは言及されていないが、1968年の映画と同じく、目は縦長の瞳孔と金色の瞳でデザインされている。主人公の女性が悪魔とセックスをする設定は旧作同様に必須だったことから、2021年12月にWetaが考案したサタンのデザイン画には陰茎と大きな陰嚢（睾丸）が描かれた。

## キャスティング
2022年1月、ジュリア・ガーナーが『7A号室』に出演する契約を結んだと発表された。テレビドラマ『オザークへようこそ』（2017年）や、映画『アシスタント』（2019年）を観てジュリア・ガーナーをとても気に入り、ずっと大ファンだったナタリー・エリカ・ジェームズは、キャスティングの段階でテリー役にガーナーの名前が挙がった時にとても興奮した。「ジュリアは本当に素晴らしい女優で、この役にピッタリだと思いました。彼女は映画のほぼ全てのシーンに出番がありますが、ダンスのリハーサルを多く行ない、ヴォーカルのコーチも付いていたのです。全力で取り組んでくれました」。
同年3月には、アカデミー助演女優賞を2度受賞したことがあるダイアン・ウィーストがキャストに加わった。1968年版でミニーを演じたルース・ゴードンの芝居がとても個性的だったので、ウィーストはゴードンの演技の再現にならないよう意識した。独特の台詞回しや発声を探すために時間を費やし、最終的にはベティ・ブープの声優メエ・ケステルにたどり着いた。
続いて主人公の友人役でマーリー・シウが出演し、主人公のライバル役でロージー・マキューアンが契約を結んだこと、ジム・スタージェス、ケヴィン・マクナリー、アンドリュー・バカンらの出演も追って発表された。

## 撮影
主要撮影は、2022年3月15日にイギリスの首都ロンドンで始まった。
ロンドンの古い地区にある歴史的な街並みと、建造物の外観をニューヨークに見立ててロケが行なわれ、屋内でのシーンの大半はサウンドステージに建てたセットで撮影された。一部のシーンは実際にニューヨーク市で撮られ、マンハッタンにあるダコタ・ハウスの撮影に最小限のスタッフが送り込まれた。美術デザイナーのサイモン・ボウルズは、ブラムフォードの内装からカスタベット家の家具まで、1968年版のものを忠実に再現し、その細部へのこだわりは監督のジェームズを驚かせた。「1960年代のニューヨークを、ロンドンで撮影するのは本当に大変でした」とジェームズは苦労を語った。「街路の広さや道幅を考えると、ニューヨークとして通用しそうな場所が限られます。それで視覚効果チームと協力して、ニューヨークらしさをどのように表現するか、戦略的に考えました」。
ジェームズは2024年10月のインタビューの中で、自分が最初に抱いていた構想は、性的暴行の亡霊が暗黒の力を通じて、アパートの地下室にサタンとなって具現化し、テリーがその激しい力に飲み込まれるものだったと明かした。その性的暴行シーンをなぜブロードウェイのミュージカルナンバーのように撮ったのかと質問されたジェームズは、1968年の映画でローズマリーとサタンの性交がシュールに演出されていたからだと答えた。「それらの（セックスの）シーンを、テリーが夢見るブロードウェイの世界、彼女の野心、テリーが幼少期に観た映画の中に織り込むことは適切だと感じました」とジェームズは語る。実際はテリーの全身に愛撫の痕跡が残るほど凄まじいセックスが進行しているが、「ダンスを踊っているキャラクターの主観的な体験に入り込み、観客の目を欺くような仕掛けを入れて、映画全体を見終えるまで、恐ろしい行為の真実に気付かないというアイデアが気に入りました」と話している。
テリーがサタンと子供を作っている最中に見る夢は、マリリン・モンローの主演作『紳士は金髪がお好き』（1953年）で、モンローが唄う「ダイヤが一番」に強く影響を受けていると、スカイラー・ジェームズは話している。「ミュージカル演出家のバスビー・バークレーのステージのような、古き良きハリウッド映画に、少し不気味なひねりを加えたものにしたいと思いました」とスカイラーは話し、その夢の中でキラキラ光る悪魔が出てくるのは、ナタリー・エリカ・ジェームズのアイデアだったと共同脚本のクリスチャン・ホワイトが明かした。「あれはテリーの内面にある暗く歪んだ精神の象徴であろうと思います。ジェームズ監督は悪夢のようなイメージを組み合わせ、それを消化して奇妙なものに仕立てるのが上手いんです」。
2022年6月に英国で『7A号室』の撮影が終わったとメディアで報じられたが、全米脚本家組合のストライキが起きる直前の2023年4月と5月に追加撮影が行なわれた。この時点で、ホラー映画情報サイトの『ブラッディ・ディスガスティング』が、どのような映画なのか今まで内容を伏せられていた『7A号室』が、『ローズマリーの赤ちゃん』の前編にあたることを初めて公式に報じ、ローズマリーがアパートに入居した頃に自殺した女性の物語であると明かされた。そのタイトルから、コアな映画ファンには想像がつく映画でありながら、製作陣は完成するまで『ローズマリーの赤ちゃん』と関連した作品ということは積極的に宣伝しなかった。全米脚本家組合は、脚本に関する最終クレジットを決定し、アイラ・レヴィンの小説に基づいた映画であることを承認した。
映画の撮影中に台詞の一部が変更され、結果的に良い印象になった箇所がある。映画の最後に、テリーが記憶に蓋をして忘れていたことをローマンが思い出させ、自分の過去を語る場面だ。スカイラーは以下のように話した。「ケヴィン・マクナリーが、ローマンの父や自分のことを話すのは最後に付け加えた台詞です。ローマン・カスタベットの素晴らしいところは、彼が偉大な悪魔エイドリアン・マカートの息子として、または”親の七光りで育った子”として、生まれながらにああいう人間になった自覚を持っている点なんです。ローマンが呆然とするテリーに話す“私が邪悪というのは、君らと違う神に祈っているからか？“という台詞は、彼が自分をどう見ているのか、そして何故そうするのかを正当化するものです。このアイデアは映画製作の終盤で生まれたもので、ローマンに人間味を与えると同時に、彼の根底にあるトラウマを示しているものです。本当に優れた悪役とは、自分が悪事を働いているとは思っていない人物です」。
悪魔教団に利用されることを拒んだテリーは、自分もろともサタンの子を死なせるために窓から身を投げるが、彼女の死が『ローズマリーの赤ちゃん』に繋がることを明確にするため、カメラが地上から引いて行くエンディングにクシシュトフ・コメダ作曲の1968年版の主題曲『ローズマリーの子守唄』を使用した。ミア・ファローが歌唱しているオリジナル版に倣って、本作でも主演のジュリア・ガーナーが担当している。

## リリース
パラマウント・ピクチャーズと提携しているParamount+の番組編成担当ジェフ・グロスマンは、2024年4月に「『7A号室』はハロウィンシーズンの幕開けにぴったりです。ナタリー・エリカ・ジェームズ監督と、才能あふれるクリエイティブチームが、身も凍るような素晴らしい新作を生み出しました」とコメントし、Paramount+で2024年秋に配信開始されることが明らかになった。配信が始まった9月に、監督のジェームズは『ハリウッド・リポーター』のインタビューに応じ、映画中盤でアパートの洗濯室に現われるブロンドの女性は、ローズマリーではない別人と話した。「ローズマリーの顔や、誰かとのやりとりを一切見せたくなかったんです。ミニーとローマン夫妻は別の俳優による新しい解釈として描きましたが、ミア・ファローのあのキャラクターを今回の映画に組み込むのは、やり過ぎな気がしました」とジェームズは語り、こう続けた。「脚本のリライトに取りかかる時、レヴィンの小説を出来る限り参照し、素材として活用できるよう努めました。でも1968年の映画はアイコン的な存在で素晴らしいものですから、比較されることは避けられないだろうとも考えていました」。
配信開始後にアメリカのソーシャルニュースサイト『Reddit』では、テリーが友人のアニーに贈った高級なスカーフを、最後のシーンでミニーが首に巻いているという指摘が投稿され、あれはアニーが悪魔教団に殺された暗示ではないかと話し合われた。また、『ローズマリーの赤ちゃん』で、ガイがローズマリーに「妊娠しやすい日に子供を作ろう」と、妻の排卵日に計画を実行する周到さが本作に欠けていることから、「サタニストたちは、どうしてテリーが排卵期だと知っていたのか」と素朴な疑問も呈されている。

## 評価
レビューアグリゲーターのRotten Tomatoesでは、83件の評論家レビューのうち43％が肯定的批評で、平均評価は5.6/10となっている。同サイトの総評は「堅実な演技と洗練された構成だが、『ローズマリーの赤ちゃん』の残像と予測可能な前日譚のテンプレートで、全体的には平凡な作品になっている」というもの。加重平均を採用するMetacriticは、19人の批評家による評価に基づき、100点満点中49点を付け、「賛否両論あるいは平均的」な評価を与えた。
『ウォール・ストリート・ジャーナル』のジョン・アンダーソンは、「ブロードウェイ・ミュージカルを背景に置きながら、この結末は全く予想がつかない。これは非常にスタリッシュなリサイクル、いやプレ・リサイクルと言えるだろう」と書いた。
『タイムズ・オブ・インディア』の記者アビシェク・スリヴァスタヴァは、「演技は素晴らしいものの、原作に忠実すぎて前作とほぼ同じ展開を辿っており、斬新な目新しさはほとんどない」と書き、「ナタリー・エリカ・ジェームズの巧みなカメラワークには努力の跡が見えるが、過剰な期待感が作品に重くのしかかり、真に際立った作品にはなっていないようだ」と評した。
『IGN Entertainment』のケイティ・ライフは、「テリーの妊娠を知った途端、親切な隣人たちが、彼女の身体も子供も自分のものだと思い込む展開が、1960年代半ばという時代に合致している」として、『7A号室』が伝えているのは、テリーが取り込まれる家父長制の脅威だと語った。「舞台演出家マルシャンから仕事をもらうため、避妊しない一夜限りの関係で妊娠したと思い込んでいたテリーは、シングルマザーという“罰”を受けるか、文字通り悪魔と取引をするか、少ない選択を模索する。映画のテーマや恐怖は陳腐だが、主要キャストの力強い演技が、この作品を飽きさせないエンターティンメントに仕上げている」とライフは総括している。
『デイリー・ビースト』の評論家ニック・ジャガーは、「『ローズマリーの赤ちゃん』の筋書きを繰り返しているだけなのに、誰に向けて作っているのか全く理解できない」と辛辣な評を述べている。「テリーは夢の中でタキシードを着たアランと踊り、その後にセックスをする。彼女は明らかにサタンの子を受精した。何故なら『ローズマリーの赤ちゃん』でカスタベット夫妻は悪魔教団のリーダーだと示されているからだ。魔女の集会は悪魔ベルゼバブを冥界から召喚し、若い女性と交配させて世界を征服する息子を作ろうとしている。こう書くと重大なネタバレになっていると思われるだろうが、『7A号室』の元ネタを少しでも知っている人が、テリーがどうなるか分からないというのは理解に苦しむ」とジャガーは書き、「“転んだ子（堕ちた子）”というテリーの仇名も、地上に追放されたサタンが堕天使と呼ばれたことに起因する露骨な言い回しだ。最後に『ローズマリーの赤ちゃん』へと繋がるメロディが流れる予想通りの展開も含めて苛立たしい」と結んだ。
『Tales From The Paulside』のポール・レは、キャラクターの使い方に残念さを滲ませ、「悪魔とそのしもべたちに会う前のテリーをもっと見せて欲しかった。すぐにカスタベット夫妻が登場し、一気に悪魔の受精劇まで進んでしまう」と書いた。「ジム・スタージェスも出演しているが、テリーとサタンの子作りをお膳立てする需要な役の割に彼のキャラクターは忘れられがちだ。彼はただ実用的な役割を担っているだけに過ぎない。この映画はいくつかの空白を埋めているものの、疑問は未解決のままでも良かった。謎を一つも残さないという欲求はうんざりさせられる」と、ポールは厳しい評を寄せた。
『シネマエクスプレス』のアクシャイ・クマールも、登場人物の描き方に不満を漏らし、「ローズマリーたちが引っ越してくる前の部屋の住人、ガーデニア夫人はもっと出番があっても良かった。悪魔崇拝者の彼女は謎に包まれており、なぜカルトに入ったのか、何が彼女を悔い改めさせたのか、映画では何も説明されない」と綴り、以下のように書いた。「血の儀式を通して悪魔と契約することがショービズ界での成功を約束すると陰謀論者たちは提唱する。だがこの映画では、テリーとプロデューサーの一夜の関係に簡略化されている。テリーの運がついてきたのはサタンとのセックス、つまり悪魔の“白い血”を受け入れた契約の結果であることに焦点を当てるべきだった。『7A号室』は、『ローズマリーの赤ちゃん』の登場人物たちをもっと掘り下げれば、より力強い作品になったかも知れない」。
『Culture Crypt』の評論家イアン・セデンスキーは、『7A号室』を『ローズマリーの赤ちゃん』の前日譚というより、現代的リメイクだと書き、1968年のオリジナル版を知っている人には、驚きやサスペンスの余地が全くないと厳しい評を寄せた。「アラン・マルシャンのベッドで朝を迎えたテリーは、昨夜セックスをしたことに気付く。『7A号室』は、女優が仕事を得るためにプロデューサーと寝るという、エンタメ業界に絡む女性蔑視と権力構造のメッセージも忍ばせているが、その論点を最後まで追求しない。テリーはマルシャンをレイプ犯と思っているのか、それとも酔った勢いでの性交を自責の念として恥じているのか断定できてない。女性の身体の自律性と責任を深く掘り下げていないため、ありきたりなホラー映画になってしまっている」とセデンスキーは書いた。
デジタルメディアのWebサイト『マッシャブル』の女性映画評論家クリスティ・プチコは、「興味深いのは監督のジェームズが、テリーと悪魔との一夜を描き出す方法です」と、テリーとサタンの性交をミュージカル風に演出したジェームズの演出を取り上げた。「セックスをしている最中のテリーの脳内は、薬物による幻覚でミュージカルのイメージに満ち溢れ、悪魔の性器と繋がっている残酷な時間は舞台劇のように展開します。アラン・マルシャンが華麗なワルツに彼女を誘い、最後はスパンコールに彩られた悪魔が仰向けのテリーに這い寄ります。ジェームズは病的で衝撃的、そして現代社会にも寄り添う、煌びやかな世界を描き出している」と、プチコは絶賛した。
その一方で、テリーとサタンの性交をミュージカル演出で見せるのは良くないとする批評もある。作家のブロガン・ルーク・ブーウィスは自身のHPで『伝統的ホラーへの退屈なアプローチ』と題した記事を発表した。「『7A号室』は『ローズマリーの赤ちゃん』同様、本質的には女性への性暴力を描いた映画です。半世紀も前の映画が、レイプの恐怖を力強く描いています。『7A号室』は悪魔の激烈なセックスを体験している主人公が、ミュージカルの夢を見ている不器用な演出で描かれている。これはクリエイティブ的な選択というより、スタジオ側の検閲の匂いがします。映画のテーマに関わるこの部分（薬を盛られた女性が性器の中に射精される）は、MeToo後のアメリカにおいて、もっと上手く扱われるべきだったでしょう」とブーウィスは書いている。ただしジェームズ監督の演出全体は「映画の不気味な雰囲気と、1960年代を描く映像美を巧みに表現し、脇役たちも楽しませてくれる」と肯定し、「もしこの映画が一貫した主張を持って、前作とは一線を画そうとしていれば、もっと特別な作品になり得ただろう」と結論付けた。
『ムービーレビュー・ドットコム』のリチャード・シャイブも、地下室のミュージカル演出に不服を述べた。「ジュリア・ガーナーは悪くないが、ナタリー・エリカ・ジェームズの演出には、ミア・ファローとポランスキー監督がオリジナル版にもたらしたものが決定的に欠けている」とシャイブは指摘している。「『ローズマリーの赤ちゃん』が創り出した“妊娠ホラー”というジャンルに馴染みのない観客には悪くないバージョンかも知れないが、そうでないホラー映画ファンには使い古された作品だ。ジェームズ監督は、主人公と悪魔の子作りの行為をブロードウェイ・ミュージカル風に描く奇妙な解釈で提供しており、振り付けで踊る悪魔崇拝者たちに囲まれ、タップダンスの衣装を着たガーナーも、全身がスパンコールで光るサタンから種つけをされる」。